# Flammendes Inferno
Flammendes Inferno (Originaltitel: The Towering Inferno) ist ein Katastrophenfilm aus dem Jahr 1974 von John Guillermin mit Steve McQueen und Paul Newman in den Hauptrollen. Im Mittelpunkt der Handlung stehen die Rettungsmaßnahmen bei einem Hochhausbrand. Das Drehbuch basiert auf den beiden Romanen The Tower von Richard Martin Stern und The Glass Inferno von Thomas N. Scortia und Frank M. Robinson. Großer Wert wurde auf realistisch aussehende Spezialeffekte gelegt. Der Film erhielt 1975 drei Oscars und zwei Golden Globes sowie mehrere Nominierungen für beide Preise.

## Handlung
In San Francisco wird der 138 Stockwerke hohe Wolkenkratzer der Firma Duncan Enterprises eingeweiht – das höchste Gebäude der Welt. Noch vor Beginn der Feier kommt es im technischen Kontrollraum des Gebäudes zu einem Kurzschluss aufgrund mangelhafter Kabelisolierung.
Der Architekt des Hochhauses, Doug Roberts, untersucht den Vorfall und stellt zu seinem Ärger fest, dass Bauherr und Firmenbesitzer Jim Duncan und sein Schwiegersohn Roger Simmons, der für die elektrischen Installationen zuständig war, die von Roberts geforderten Standards für die Elektro-, Sicherheits- und Brandschutzsysteme auf das gesetzlich vorgeschriebene Mindestmaß heruntergefahren haben, um Kosten einzusparen. Duncan wischt die Sicherheitsbedenken beiseite und lässt die Einweihungsparty pünktlich im Promenadenraum im 135. Stock beginnen. Unter den mehr als 300 Gästen befinden sich Bürgermeister Robert Ramsay, Senator Gary Parker, Firmenchef Duncan, dessen Tochter Patty und ihr Mann Roger Simmons sowie die Lebensgefährtin des Architekten Susan Franklin.
Zeitgleich mit dem ersten Zwischenfall kommt es in einem Lagerraum im 81. Stock ebenfalls zu einem Kurzschluss, der ein Feuer entfacht, das zunächst jedoch unbemerkt bleibt. Erst als Roberts zusammen mit seinem Mitarbeiter Will Giddings einige Verteilerkästen im Hochhaus inspiziert, wird der Brand entdeckt. Giddings erleidet durch das Feuer Verbrennungen und stirbt später an seinen Verletzungen. Die Feuerwehr wird verständigt und versucht, den Brand einzudämmen. Feuerwehrchef O’Hallorhan fordert die Gäste der Einweihungsparty vorsichtshalber auf, sich ins Erdgeschoss zu begeben, was Duncan nur widerwillig umsetzt und so Zeit verschwendet. Er scheut den Prestigeverlust für seinen Gläsernen Turm (im Original: Glass Tower). Im Büro des Architekten im 79. Stock richtet die Feuerwehr eine Kommandozentrale ein.
Der Brand weitet sich immer schneller aus. Dan Bigelow, zuständig für Duncans Öffentlichkeitsarbeit, sowie dessen Sekretärin Lorrie werden bei einem heimlichen Schäferstündchen in ihrem Büro von den Flammen eingeschlossen und kommen darin um. Ein mit Gästen nach unten fahrender Aufzug wird von den Flammen erfasst, wobei es weitere Opfer gibt. Als ein Außenfahrstuhl bei der Abfahrt durch eine Explosion aus seiner Führung gerissen wird, stürzt die reiche Witwe Lisolette Müller in den Tod. Um die restlichen Fahrgäste im Aufzug zu retten, nimmt O’Hallorhan mittels eines Helikopters die Fahrstuhlgondel an einen Haken und bringt die Überlebenden so zu Boden. Alle Fahrstühle sind inzwischen unbenutzbar. Da die Treppenhäuser blockiert sind, wird zunächst versucht, die Menschen per Helikopter vom Dach zu retten, was jedoch auf Grund von stürmischem Wind scheitert: Der Hubschrauber zerschellt. Daraufhin wird ein Seil zum gegenüberliegenden Hochhaus gespannt, um die Evakuierung der Menschen mit einer ans Seil gehängten Rettungsboje fortzusetzen. Da damit immer nur eine Person gleichzeitig befördert werden kann, lässt Duncan unter den Überlebenden Nummern verlosen, um die Reihenfolge zu regeln.
Inzwischen hat das Feuer den 135. Stock fast erreicht. Die Zeit reicht nicht mehr, alle Menschen mit der Rettungsboje rechtzeitig in Sicherheit zu bringen. Als es kaum noch Hoffnung gibt, die Menschen rechtzeitig in Sicherheit zu bringen, fasst man einen waghalsigen Plan: Durch die Sprengung der Wassertanks auf dem Dach, die eine Million Gallonen Wasser enthalten, besteht die Chance, die Brände zu löschen, jedoch stellen die herabstürzenden Wassermassen auch eine Gefahr für die Menschen dar. Aber es bleibt keine andere Wahl mehr. Als man den Überlebenden davon erzählt, was man vorhat und dass die verbleibenden 15 Minuten nicht mehr für die Rettung aller Personen über die Rettungsboje reichen, bricht Panik aus. Eine Gruppe um Roger Simmons ignoriert die festgelegte Reihenfolge und versucht, die Rettungsboje vorzeitig zu stürmen. Als Senator Parker ihn dabei aufhalten will, stürzt er in die Tiefe, und nachdem das Seil aufgrund der Überladung reißt, folgt ihm auch Roger in den Tod. Die verbliebenen Partygäste bekommen die Weisung, sich mit Seilen festzubinden, damit sie nicht von den Wassermassen davongespült werden. Die Sprengung wird von Roberts und O’Hallorhan in die Tat umgesetzt.
Das Vorhaben ist erfolgreich, die Wasserflut löscht das Feuer. Dabei sterben nochmals einige Personen, die von herabfallenden Trümmern erschlagen oder vom Wasser aus dem Fenster gespült werden, darunter auch Bürgermeister Ramsay. Feuerwehrchef O’Hallorhan erklärt, dass man mit am Ende weniger als 200 Toten noch Glück gehabt hat, und prophezeit, dass eines Tages 10.000 Menschen in einem Hochhaus sterben werden, sofern man diese in Zukunft nicht sicherer baut.

## Synchronisation
Der Film wurde zwei Mal synchronisiert. Die erste Fassung entstand in den 70er Jahren für das Kino. Im Jahr 2003 entstand die zweite Fassung in den Studios der Blackbird Music – Musik- und Filmproduktion GmbH in Berlin. Diese wurde für die DVD-Veröffentlichung produziert und benötigt aufgrund der PAL-Beschleunigung sieben Minuten weniger Spielzeit als die Kinofassung. Dialogbuch und Regie übernahm Thomas Danneberg, der für Steve McQueen sprach.
| Darsteller          | Rolle               | Kino-Version (1974)   | DVD-Version (2003)  |
| ------------------- | ------------------- | --------------------- | ------------------- |
| Steve McQueen       | Michael O’Hallorhan | Klaus Kindler         | Thomas Danneberg    |
| Paul Newman         | Doug Roberts        | Gert Günther Hoffmann | Erich Räuker        |
| William Holden      | James „Jim“ Duncan  | Holger Hagen          | Joachim Kerzel      |
| Faye Dunaway        | Susan Franklin      | Rose-Marie Kirstein   | Andrea Aust         |
| Fred Astaire        | Harlee Claiborne    | Leo Bardischewski     | Kaspar Eichel       |
| Susan Blakely       | Patty Simmons       | Dagmar Heller         | Judith Brandt       |
| Richard Chamberlain | Roger Simmons       | Rüdiger Bahr          | Bernd Vollbrecht    |
| Jennifer Jones      | Lisolette Mueller   | Marianne Wischmann    | Marianne Groß       |
| O. J. Simpson       | Harry Jernigan      | Hartmut Becker        | Detlef Bierstedt    |
| Robert Vaughn       | Senator Gary Parker | Niels Clausnitzer     | Bodo Wolf           |
| Robert Wagner       | Dan Bigelow         | Manfred Schott        | Peter Flechtner     |
| Susan Flannery      | Lorrie              | Heidi Treutler        | Daniela Hoffmann    |
| Norman Burton       | Will Giddings       | K.E. Ludwig           | Helmut Gauß         |
| Jack Collins        | Robert Ramsay       | Benno Hoffmann        | Klaus Jepsen        |
| Don Gordon          | Kappy               | ?                     | Thomas Nero Wolff   |
| Felton Perry        | Scott               | Horst Sachtleben      | Charles Rettinghaus |
| Gregory Sierra      | Carlos, Barkeeper   | Willy Schäfer         | Stefan Krause       |
| Dabney Coleman      | Deputy Chief #1     | Alexander Allerson    | Christian Rode      |

## Hintergrund
Nach dem großen Erfolg des Katastrophenfilms Die Höllenfahrt der Poseidon aus dem Jahr 1972 kaufte das Filmstudio Warner Bros. die Filmrechte am Buch „The Tower“ für 390.000 US-Dollar. Wenige Wochen später kaufte Irwin Allen für 20th Century Fox die Filmrechte am Buch „The Glass Inferno“ für 400.000 US-Dollar. Anstatt sich in den Kinos mit zwei Katastrophenfilmen mit ähnlichem Inhalt Konkurrenz zu machen, entschied man sich, für ein gemeinsames Projekt zusammenzuarbeiten und sich die Produktionskosten zu teilen. Damit wurde der Film die erste gemeinsame Produktion zwischen Warner und Fox und stellte die erste Gemeinschaftsproduktion von zwei großen Filmstudios überhaupt dar. Fox erhielt die Rechte und Einnahmen des Films in den Kinos der USA und Warner aus den Ländern außerhalb der USA.
Die Dreharbeiten in Kalifornien begannen am 9. Mai 1974 und endeten am 11. September 1974. Produzent Irwin Allen wollte selbst Regie führen, was die Filmstudios ihm jedoch verweigerten und lieber auf jemanden mit mehr Regieerfahrung setzten. Er konnte jedoch durchsetzen, als Second Unit Director bei den Actionszenen Regie zu führen, was er auch bereits im Katastrophenfilm Die Höllenfahrt der Poseidon getan hatte. Allens Ehefrau Sheila (im Abspann als Sheila Mathews erwähnt) spielt im Film Paula Ramsay, die Frau des Bürgermeisters.
Die beiden Hauptdarsteller Steve McQueen und Paul Newman erhielten jeweils die gleiche Gage: 1 Million US-Dollar, sowie 7,5 % der Einnahmen. Um McQueen und Newman bei der Nennung ihrer Namen möglichst gleichberechtigt darzustellen, gab man sich besondere Mühe: Nebeneinandergestellt würde McQueen (von links nach rechts betrachtet) vor Newman gelesen werden. Deswegen steht Newmans Name rechts nicht auf gleicher Höhe, sondern leicht nach oben versetzt, sodass er im Abspann (der von unten nach oben läuft) dafür etwas früher als der von McQueen erscheint. Paul Newmans Sohn Scott spielt im Film einen jungen Feuerwehrmann. Da Scott vier Jahre später starb, blieb dies der einzige Spielfilm, in dem Vater und Sohn zu sehen waren. Für Jennifer Jones, Hollywood-Star der 1940er- und 1950er-Jahre, war es die letzte Filmrolle.
Die Building Owners and Managers Association (BOMA) verlangte von Produzent Irwin Allen einen Hinweis im Abspann des Films, dass eine derartige Katastrophe in einem modernen Bürogebäude nicht passieren könne. Allen wollte dies nur dann akzeptieren, falls die BOMA dann auch an allen Gebäuden, die nicht mit einer Sprinkleranlage ausgestattet sind, ein Schild mit dem Hinweis „Dieses Haus ist nicht feuersicher“ anbringen würde. Die Vereinbarung kam daraufhin nicht zustande. Der fiktive Glass Tower im Film mit 138 Stockwerken und 104 Aufzügen wäre rund 1800 Fuß (etwa 550 Meter) hoch und zu der Zeit das höchste Gebäude der Welt gewesen. Zum Zeitpunkt der Veröffentlichung des Films waren die höchsten Gebäude das 1973 fertiggestellte World Trade Center (417 Meter) und der 1974 fertiggestellte Sears Tower (442 Meter).
Das von Al Kasha und Joel Hirschhorn für den Film komponierte Lied We May Never Love Like This Again wurde von Maureen McGovern gesungen. Diese hat einen kurzen Gastauftritt im Film und singt dabei den Titel während der Einweihungsfeier.
Kinostart in den USA war am 14. Dezember 1974, in der Bundesrepublik Deutschland am 6. März 1975 und in der DDR am 13. November 1981. Die Produktionskosten von rund 20 Millionen US-Dollar konnten innerhalb der ersten drei Wochen Kinolaufzeit in den USA wieder eingespielt werden. Andere Quellen schätzten die Produktionskosten lediglich auf 14 Millionen US-Dollar. In den Kinos der USA spielte der Film insgesamt 116 Millionen US-Dollar ein.

## Rezeption
Flammendes Inferno wurde in der Filmkritik überwiegend als gutes Unterhaltungskino gesehen, bei Rotten Tomatoes fallen basierend auf 33 Kritiken insgesamt 70 % der Kritiken grundsätzlich positiv aus (Stand: November 2021). Roger Ebert vergab 3 von 4 Sternen und lobte in seiner Rezension 1974 die Stunt-Koordination und Spezialeffekte, durch die die Feuerdetails real aussähen. Dass das Telefonsystem trotz des Feuers weiter funktioniere und so McQueen und Newman miteinander den Kontakt aufrechterhalten lasse, sorge für die nötige Storyentwicklung. Der Film sei bei weitem der beste der Katastrophenfilme der Mitte der 1970er Jahre.

„Der Brand in einem 137 Stockwerke hohen, nur ungenügend gesicherten Hochhaus von San Francisco dient als Anlaß für die sensationsbetonte Darstellung menschlicher Bewährungsproben. In technischem Realismus perfekt ausgemaltes Katastrophen- und Rettungsspektakel, das jede Möglichkeit zu Schauwerten nutzt. Sehr publikumswirksame Unterhaltung.“

„Die von Irwin Allen mit beklemmender Perfektion inszenierten Trickaufnahmen gehören zu den besten der Filmgeschichte. Nie verliert der Betrachter die Illusion, eine absolut authentische Apokalypse mitzuerleben. Angesichts des irrwitzigen technischen Aufwands nehmen sich die zahlreichen Haupt- und Nebenhandlungen umso fader und konventioneller aus. Die unbeholfen gezeichneten Figuren erfüllen allenfalls eine Funktion als Stichwortgeber für spektakuläre Aktionen. Ein Film für Pyromanen.“

Nach dem Brand im Grenfell Tower in London 2017 wurden Parallelen zu dem Film sowohl bei den Sicherheitsmängeln als auch beim Brand- und Rettungsverlauf gezogen, da die Details dem realen Brand ähnelten.

## Auszeichnungen
- Bei der Oscarverleihung 1975 gewann der Film in drei Kategorien einen Preis: Beste Kamera, Bester Schnitt und Bester Original-Song (Titel: We may never love like this again). Darüber hinaus war der Film in weiteren fünf Kategorien für einen Oscar nominiert: Bester Film, Bester Nebendarsteller (Fred Astaire), Beste Filmmusik (John Williams), Bestes Szenenbild und Bester Ton.
- Bei der Verleihung des Golden Globe 1975 gewann der Film in zwei Kategorien einen Golden Globe Award: Fred Astaire als Bester Nebendarsteller und Susan Flannery als Beste Nachwuchsdarstellerin. Darüber hinaus war der Film in drei Kategorien nominiert: Bester Filmsong, Bestes Filmdrehbuch und Beste Nebendarstellerin (Jennifer Jones).
- Dem Film wurde in Deutschland für das Erreichen von 3 Millionen Kinobesuchern in 18 Monaten die Goldene Leinwand 1978 verliehen.